# Госпитальный городок

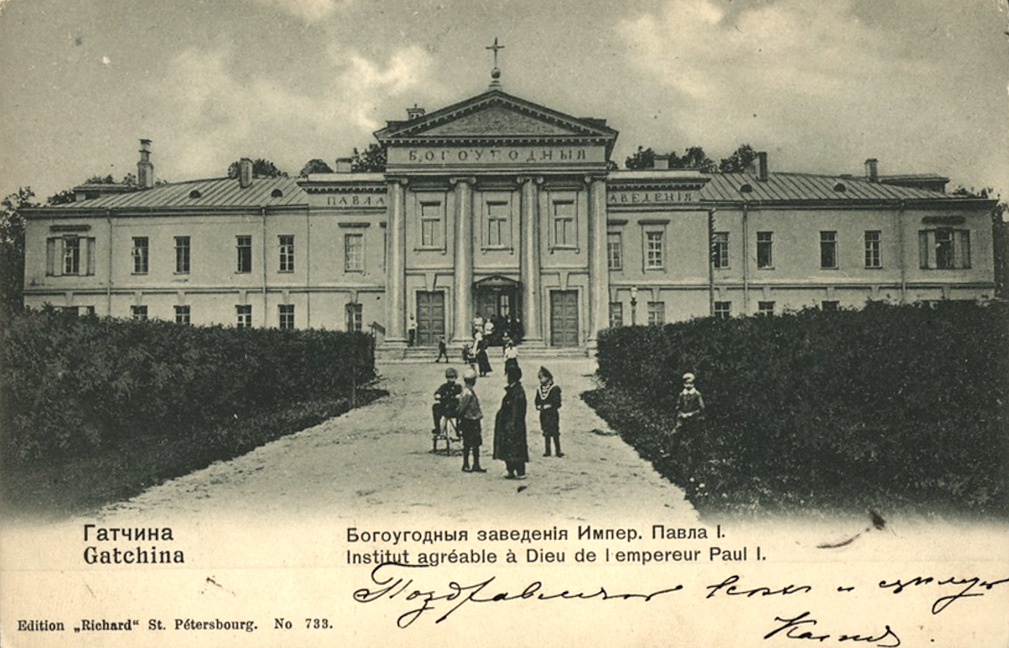
Главное здание в 1908 году

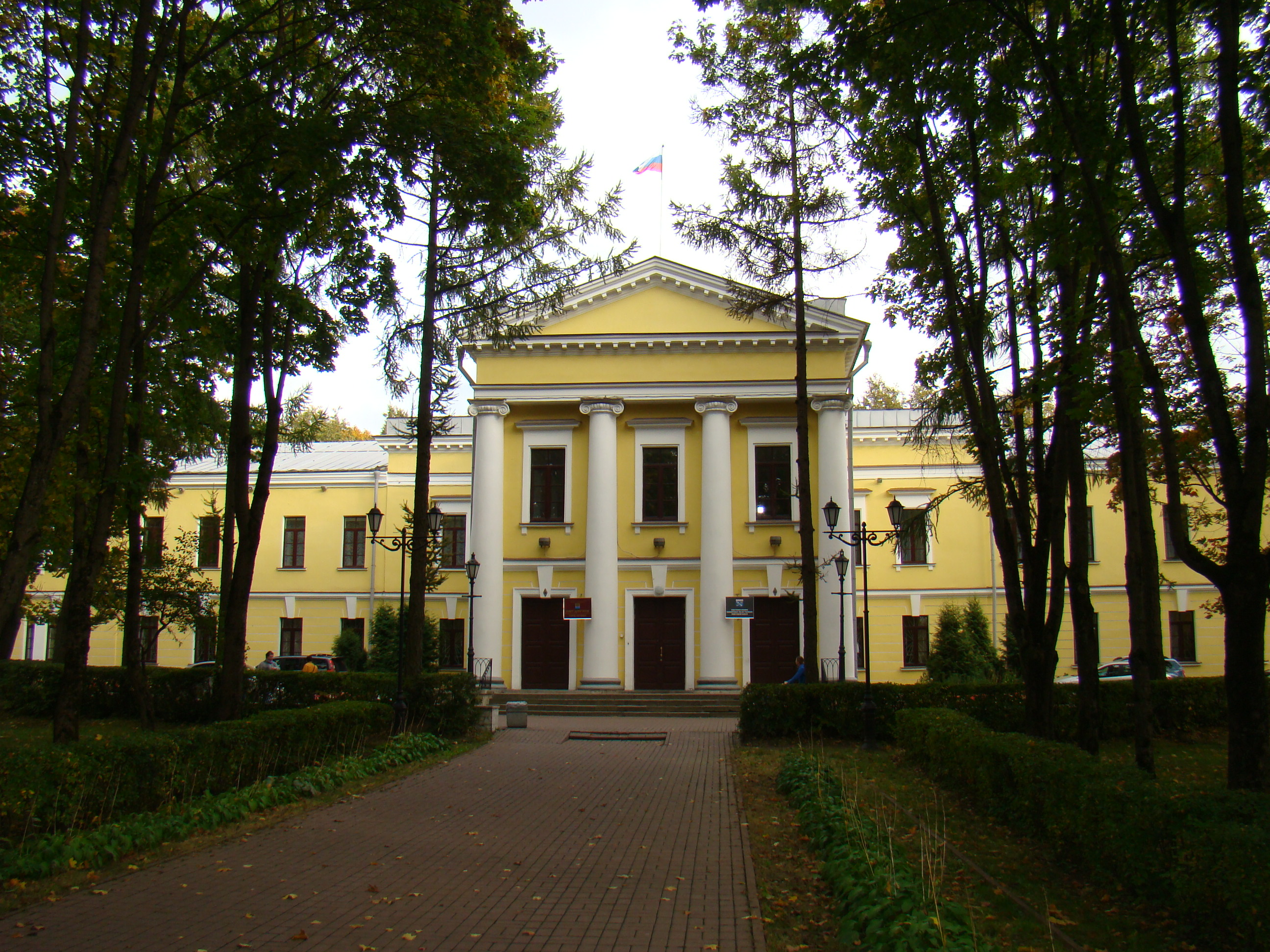
Главное здание

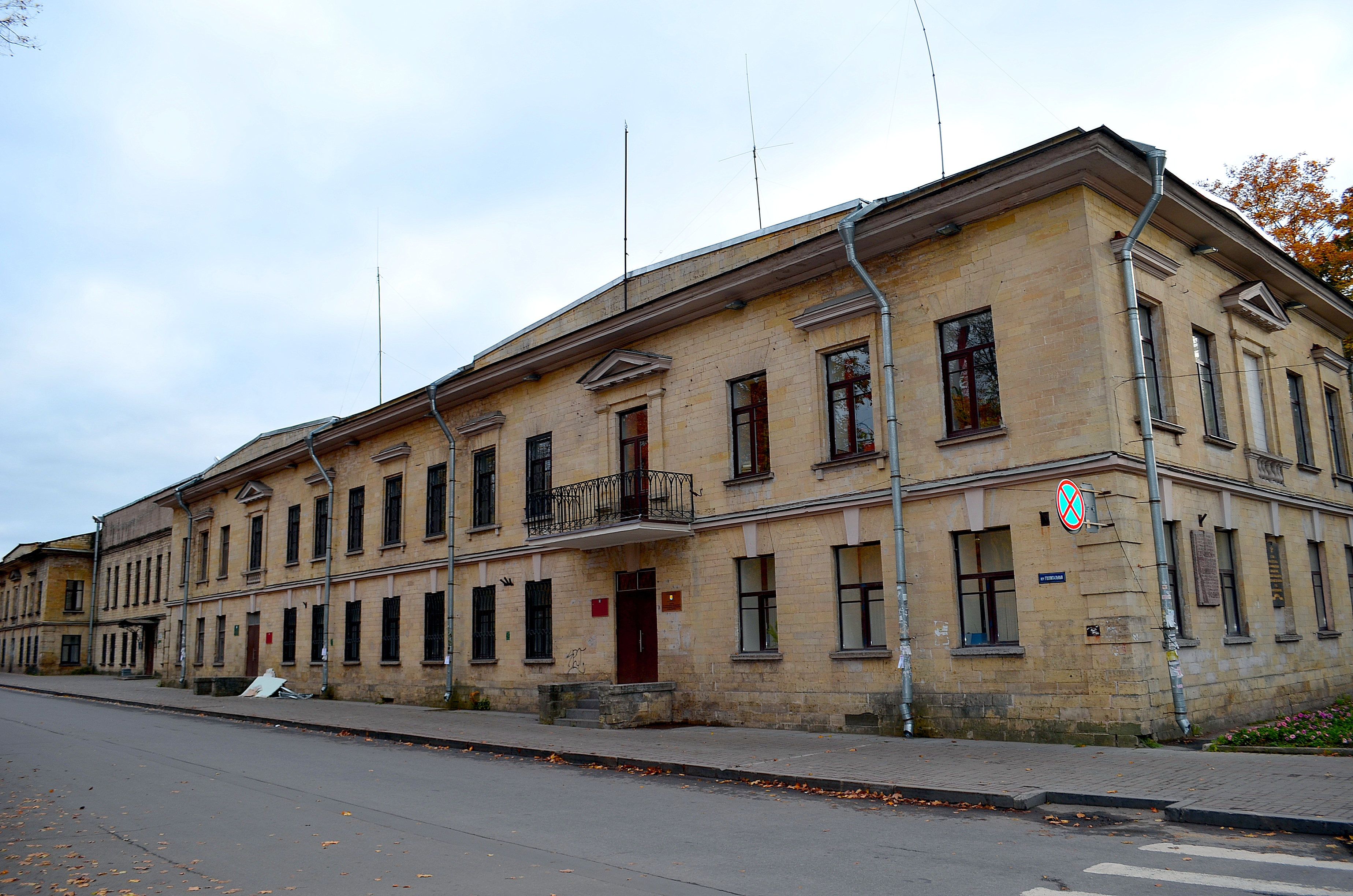
Одно из зданий госпитальных служб

Госпитальный городок — памятник архитектуры. Расположен в Гатчине, современный адрес — улица Киргетова, 1, 1А, Госпитальный переулок, 4, 13, Красная улица, 17, 17А, проспект 25 Октября, 10, 12, 21, 23, улица Радищева, 6А.
Главное здание было построено в 1793—1794 годах. Первый этаж был каменным, «из тесанной плиты», второй деревянным, он был обшит тесом и оштукатурен. Крыша была шестигранной с двускатной кровлей, с аттиками и слуховыми окнами, у здания была колокольня со шпилем, часами, шаром и крестом. Окна первого этажа украшены замковыми камнями. Архитектор здания неизвестен, но в некоторых счетах, связанных со строением, упоминается В. Бренна.
В 1804 году верхний этаж перестроили, сделав также каменным (по другим источникам, это произошло в 1820-е годы, см. далее), одновременно с этим за зданием госпиталя построили одноэтажный корпус богадельни. Выполнил перестройку и построил богадельню предположительно А. Н. Воронихин (также среди возможных авторов указывается А. Г. Баженов).
Перед зданием сформировалась большая прямоугольная площадь-сквер, окружённая деревянными флигелями для аптеки, квартир работников госпиталя и тому подобных зданий.
В 1821—1822 годах в центре главного фасада было пристроено по проекту А. Е. Штауберта помещение госпитальной церкви, освящённой во имя Св. Апостола Павла. Главный фасад этой части был украшен трёхчетвертными колоннами ионического ордера, на боковых фасадах сделаны пилястры того же ордера. Изначально церковь во имя Св. Николая Чудотворца располагалась под «куполом» и колокольней на втором этаже. При перестройке здание лишилось рустованных пилонов.
В 1829 году площадь со сквером обнесли металлической оградой, сделанной на Санкт-Петербургском Александровском чугунолитейном заводе.
В 1837—1844 годах флигели городка были постепенно заменены на каменные строения. Вдоль Госпитального переулка в 1837—1839 годах под руководством А. М. Байкова было построено три двухэтажных здания в стиле позднего классицизма, облицованных черницким известняком. Также А. М. Байков распланировал сад с фонтаном рядом с богадельней и построил деревянный летний корпус госпиталя вдоль Бульварной улицы.
Церковь была закрыта в 1924 году, тогда же с главного здания сняли надпись «Павла I богоугодные заведения».
В 1950-е годы ограда была снята, а в сквере установили бюст Ленина работы В. И. Ингала.
Бывшее главное здание на 2020-е годы занимает администрация Гатчины, бывшая богадельня занята стоматологической поликлиникой, площадь получила название Ленинский сквер, территория за богадельней стала детской площадкой «Юность».